# Lindera neesiana
Lindera neesiana là loài thực vật có hoa trong họ Nguyệt quế. Loài này được (Wall. ex Nees) Kurz miêu tả khoa học đầu tiên năm 1875.